# Aeropuerto (comida)
El aeropuerto es un plato de la comida chifa, cocina que forma parte de la gastronomía peruana, que consiste en una mezcla de dos platos: arroz chaufa y tallarín saltado.
Es un plato creado en la década de 1990, y servido en los restaurantes chifas, de forma abundante.
Acerca del nombre, el investigador Humberto Rodríguez Pastor señala en su libro Chinos en la sociedad peruana que se generó por el aterrizaje en tierras peruanas de dos ingredientes clave de este plato: los tallarines y el frejolito chino. También, se ha popularizado la teoría que el nombre proviene presuntamente porque las fondas donde se creó el plato estaban ubicadas cerca al aeropuerto Jorge Chávez.